# 행맨 올소 다이!
행맨 올소 다이!(Hangmen Also Die!)는 미국에서 제작된 프리츠 랑 감독의 1943년 스릴러, 전쟁 영화이다. 브라이언 돈레비 등이 주연으로 출연하였다.

## 출연

### 주연
- 브라이언 돈레비
- 월터 브레넌
- 안나 리
- 진 로크하트

### 조연
- 한스 하인리히 폰 트바르도프스
- 데니스 오키프
- 알렉산더 그라나크
- 나나 브라이언트
- 마가렛 위컬리

## 제작진
- 각색: 베르톨트 브레히트
- 각색: 프리츠 랑

## 같이 보기
- 리디체 학살
- 유인원 작전